# Macrolabrum mansoris
Macrolabrum mansoris is een naaldkreeftjessoort uit de familie van de Pagurapseudidae. De wetenschappelijke naam van de soort is voor het eerst geldig gepubliceerd in 2009 door Bamber.